# Augusto Barcia Trelles
Augusto Barcia Trelles, né à Vegadeo le 5 mars 1881 et mort à Buenos Aires le 19 juin 1961, est un avocat, écrivain et homme d'État espagnol.

## Biographie
Il est député au Congrès pour la province d'Almería sous la Restauration (30 novembre 1916-15 septembre 1923), puis durant la Seconde République (15 avril 1916-15 septembre 1923), régime au sein duquel il assume d'importantes fonctions politiques. Il est ainsi président intérim du Conseil des ministres de la République du 10 au 13 mai 1936 (succédant à Manuel Azaña et précédant Santiago Casares) et ministre d'État (équivalent de ministre des Affaires étrangères) entre le 19 février et le 4 septembre 1936. Il exerce également de façon intérimaire comme équivalent du ministre de l'Intérieur (ministro de la Gobernación) entre le 18 et le 19 juillet 1936, c'est-à-dire au tout début de la guerre civile espagnole.
Franc-maçon, il est grand maître du Grand Orient Espagnol et souverain grand commandeur du Suprême Conseil pour l'Espagne du Rite écossais ancien et accepté de 1928 à 1933.   
À la suite de la victoire franquiste, il s'exile en Argentine où il meurt en 1961.